# ベニサン・ピット
ベニサン・ピットは、東京都江東区新大橋にかつてあった劇場。染色会社の紅三が工場跡地を改装して、1983年に貸し稽古場「ベニサン・スタジオ」を、1985年に小劇場「ベニサン・ピット」をオープンした。
小劇場は200弱の席数を設置可能で、1989年にはアンジェイ・ワイダ演出、坂東玉三郎主演の『ナスターシャ』を上演して話題となった。1993年からシアター・プロジェクト東京（TPT）が演出家にデヴィッド・ルヴォーを招きイプセンの『エリーダ〜海の夫人 (The Lady from the Sea) 』、『ヘッダ・ガブラー』などを上演、近代劇の再評価をし以降の演劇シーンに大きな影響を与えた。1993年上演のエミール・ゾラ『テレーズ・ラカン』は第1回読売演劇大賞の大賞・最優秀作品賞を受賞している。1994年には蜷川幸雄演出のシェイクスピア『夏の夜の夢』も上演された。1995年上演の永井愛『パパのデモクラシー』は文化庁芸術祭賞を受賞、2005年上演の『歌わせたい男たち』は第5回朝日舞台芸術賞グランプリ、第13回読売演劇大賞の最優秀作品賞を受賞した。
また複数のスタジオがあり、永井愛の二兎社、蜷川幸雄のニナガワ・スタジオが事務所を置くなど創作活動の拠点としても機能し、紅三は劇場と稽古場の運営に対して企業メセナ協議会主催の1992年度メセナ賞を受賞している。
ただし昭和30年代の建物ということもあり、老朽化のため2009年1月25日の公演をもって劇場および稽古場を閉鎖、その後、建物は解体された。ベニサン・ピットで使用されていた客席は2010年にオープンした劇場「すみだパークスタジオ倉」に譲られて使用され、その後2020年に移転した「すみだパークシアター倉」に引き継がれた。
なお運営会社の紅三は明治8年創業で、染色業を中心に婦人服の製造販売も手掛け、ピーク時の1992年6月期には年商51億326万円を計上していたが、借入金の金利負担や環境悪化による売上高の低下により事業継続を断念し、2012年6月8日に事業を停止した。